# Zielona (Żuromin)
Pour les articles homonymes, voir Zielona.
Zielona (prononciation : [ʑeˈlɔna]) est un village polonais de la gmina de Kuczbork-Osada dans le powiat de Żuromin de la voïvodie de Mazovie dans le centre-est de la Pologne.
Il se situe à environ 6 km à l'ouest de Kuczbork-Osada (siège de la gmina), 5 km au nord-est de Żuromin (siège du powiat) et à 119 km au nord-ouest de Varsovie (capitale de la Pologne).
Le village compte une population d'environ 1 900 habitants.

## Histoire
De 1975 à 1998, le village appartenait administrativement à la voïvodie de Ciechanów.